# 泡水棋
泡水棋（Hippos & Crocodiles），是Néstor Romeral Andrés在2009年推出的兩人棋類遊戲。

## 棋具
- 20*20或14*14的方格棋盤。

- 棋子為狀似俄羅斯方塊，有三種，每種八枚。
  - 鱷魚：6*1長方形，再從一端的第二、四格分別延伸一方格。
  - 河馬：3*3長方形，再從一邊中間格延伸一方格。
  - 水牛：2*3長方形，再從一端的第一格延伸一方格[1][2]。

## 規則
- 每玩家先決定使用一種棋子。

- 回合時，玩家輪流放一枚棋子在空棋格上。

- 先無法放棋者輸掉遊戲[3]。

## 外部連結
- 規則說明
- 線上遊戲 （页面存档备份，存于）
- 遊戲比賽 （页面存档备份，存于）